# Hrvatsko Podunavlje
Hrvatsko Podunavlje ili Istočna Hrvatska je naziv kojim se u novije vrijeme označava hrvatsko državno područje koji regionalno odgovara području istočne Slavonije, južne Baranje i zapadnog Srijema. U geografskom smislu to je prostor omeđen na sjeveroistoku hrvatsko-madžarskom granicom, na istoku rijekom Dunavom. Gledano s hrvatske strane to je ta tzv. linija razgraničenja koja dijelom ide rijekom Dravom, zaobilazi Osijek, spušta se do Ernestinova i preko Nuštra izbija na Lipovac. To je dio istočnohrvatske ravnice, uvjetno homogene regije pravog panonskog prostora Hrvatske, koja se odlikuje vrlo visokim stupnjem jedinstvenosti reljefne strukture, ekološke sredine i historijsko-geografskog razvoja. Cijelom svojom dužinom to se područje naslanja na rijeku Dunav, koja čini prirodnu granicu prema Vojvodini.  Najznačajnije gospodarsko, kulturno i administrativno središte ovog dijela Hrvatske je grad Vukovar. Upravno-teritorijalno definiranje pojma hrvatsko Podunavlje je nešto složenije. Ono obuhvaća pretežne dijelove Osječko-baranjske i Vukovarsko-srijemske županije.
Za vrijeme Domovinskog rata hrvatsko Podunavlje bilo je okupirano, a bilo je poprište velikih bitki i strašnih zločina. Područje je mirnom reintegracijom vraćeno u ustavno-pravni poredak Republike Hrvatske.

## Vanjske poveznice
- Povijest hrvatskoga Podunavlja  Arhivirana inačica izvorne stranice od 24. rujna 2015. (Wayback Machine)
- Zemljopisna obilježja hrvatskoga Podunavlja  Arhivirana inačica izvorne stranice od 13. listopada 2014. (Wayback Machine)
- Ratni zločini srpskih vojnih i paravojnih postrojbi u hrvatskom Podunavlju 1991. - 1995.  Arhivirana inačica izvorne stranice od 27. veljače 2015. (Wayback Machine)